# Wijkmanska gymnasiet
Wijkmanska gymnasiet ligger i Västerås. På skolan går ca 330 elever. Wijkmanska gymnasiet är en del av Teknikcollege Mälardalen och har även industriprogrammet, tågprogrammet samt elprogrammet.